# Antoni Furió i Diego
Antoni Furió i Diego (Sueca, 1958) és catedràtic d'Història Medieval de la Universitat de València i president, des d'octubre de 2011 fins al 2018, de la plataforma cívica Valencians pel Canvi. Va ser director de Publicacions de la Universitat de València durant més d'una dècada i dirigeix la revista L'Espill. Membre del consell de redacció de les revistes Revista d'Història Medieval i Pasajes (totes dues publicades per la UV), El Contemporani (Barcelona), Recerques (Barcelona), Anuario de Estudios Medievales (CSIC, Barcelona), Anales de Historia Antigua y Medieval (Buenos Aires), Continuity and Change (Cambridge) i Hispania (del CSIC, Madrid).
Les principals línies de recerca en història medieval són:
- La història del món rural
- Les finances i la fiscalitat
- Els segles xiii-XV

## Candidatura a rector
El 2010 es va presentar a les eleccions rectorals de la Universitat de València amb el lema "La força de la raó acadèmica". Furió va obtindre el 21,61 % del vot en primera volta, quedant en tercera posició per davant del professor Vicent Soler (amb el 18,43%) i per darrere de la professora García-Benau (23,49 %) i el professor Esteban Morcillo (36,47 %) que finalment guanyà les eleccions en segona volta enfrontant-se a la candidata García-Benau. Tant Antoni Furió com Vicent Soler quedaren fora de la segona volta.

## Principals publicacions
- Camperols del País Valencià. Sueca, una comunitat rural a la tardor de l'Edat Mitjana, Institució Alfons el Magnànim, 1982.
- València, un mercat medieval, Diputació de València, 1985 (editor).
- Història del País Valencià, IVEI, 1995, i Tres i Quatre, 2001.
- Edició crítica i estudi de Breu descripció dels mestres que anaren a besar les mans a sa majestat del Rey Phelip de Gaspar Guerau de Montmajor (1557-1600)[3]
- Llibre d'ordenances i estatuts municipals de la ciutat de València (segles xiii i xiv), Universitat de València, 2006.
- El rei Conqueridor. Jaume I entre la història i la llegenda, Bromera, 2007.
- Historia de las Españas, Tirant Humanidades, 2015.

Una altra línia d'investigació s'ha centrat en la vida i l'obra de l'assagista Joan Fuster. N'és una aproximació biogràfica el llibre: Album Fuster, IVEI, 1995. També dirigeix la publicació de la Correspondència de Joan Fuster, de la qual han aparegut ja 16 volums, editada per Tres i Quatre. Així mateix, s'encarrega de l'edició de l'Obra Completa de Joan Fuster, en set volums, de la qual ha aparegut ara el primer volum.
Va ser codirector de la Universitat d'Estiu de Gandia al 1994. També és secretari permanent de l'Assemblea d'Història de la Ribera, impulsada per Fuster en 1980 i de la qual va ser primer secretari local.